# Rănile
Rănile (în sârbă Rane) este un film regizat de Srđan Dragojević din 1998.

## Legături externe
- Rănile la Internet Movie Database